# 小西一家
小西一家（こにしいっか）は、兵庫県神戸市に本部を置く暴力団で、指定暴力団山口組の二次団体。 前身は『小西組』。

## 来歴

### 初代小西組
1945年の終戦直後、小西豊勝は別府～大阪間を結ぶ関西汽船にて船内賭博を行って資金を得ていた。その後、小西豊勝は、警察の取締りで、関西汽船内での船内賭博ができないようになり、別府市に移った。小西豊勝は、別府にて小西組を結成した。

### 二代目小西組・初代小西一家
1965年5月、小西豊勝組長が本多会組員に刺殺された。これに伴い弟の小西音松が二代目を継承。その後、二代目小西組を『小西組一家』に改称した。

### 三代目小西一家
埼玉抗争で落合二代目総長以下40人以上の組幹部らが逮捕され、二代目若頭の小濱秀治（二代目堀政連合会長）も2018年6月に最高裁で無期懲役が確定した。このため、留守を守っていた小牧利之二代目総長代行が同年7月5日に三代目小西一家総長に就任、同時に獄中の落合二代目総長は総裁、小濱二代目若頭は最高顧問に就任した。この人事には、組織固めを急ぐ六代目山口組と、一家を維持しようという落合二代目総長の意向が働いたとされる。

## 歴代総長
- 小西組組長 - 小西豊勝
- 小西一家初代 - 小西音松（三代目山口組若中、四代目山口組舎弟、五代目山口組顧問）
- 小西一家二代目 - 落合勇治（六代目山口組若中）[1]
- 小西一家三代目 - 小牧利之（六代目山口組若中）

## 最高幹部
- 総長 - 小牧利之
- 総裁 - 落合勇治（本名：落合益幸、平成25年7月18日，組織犯罪処罰法違反（組織的殺人），無期懲役判決）
- 最高顧問 - 小濱秀治（無期懲役判決）